# Roger Hagnauer

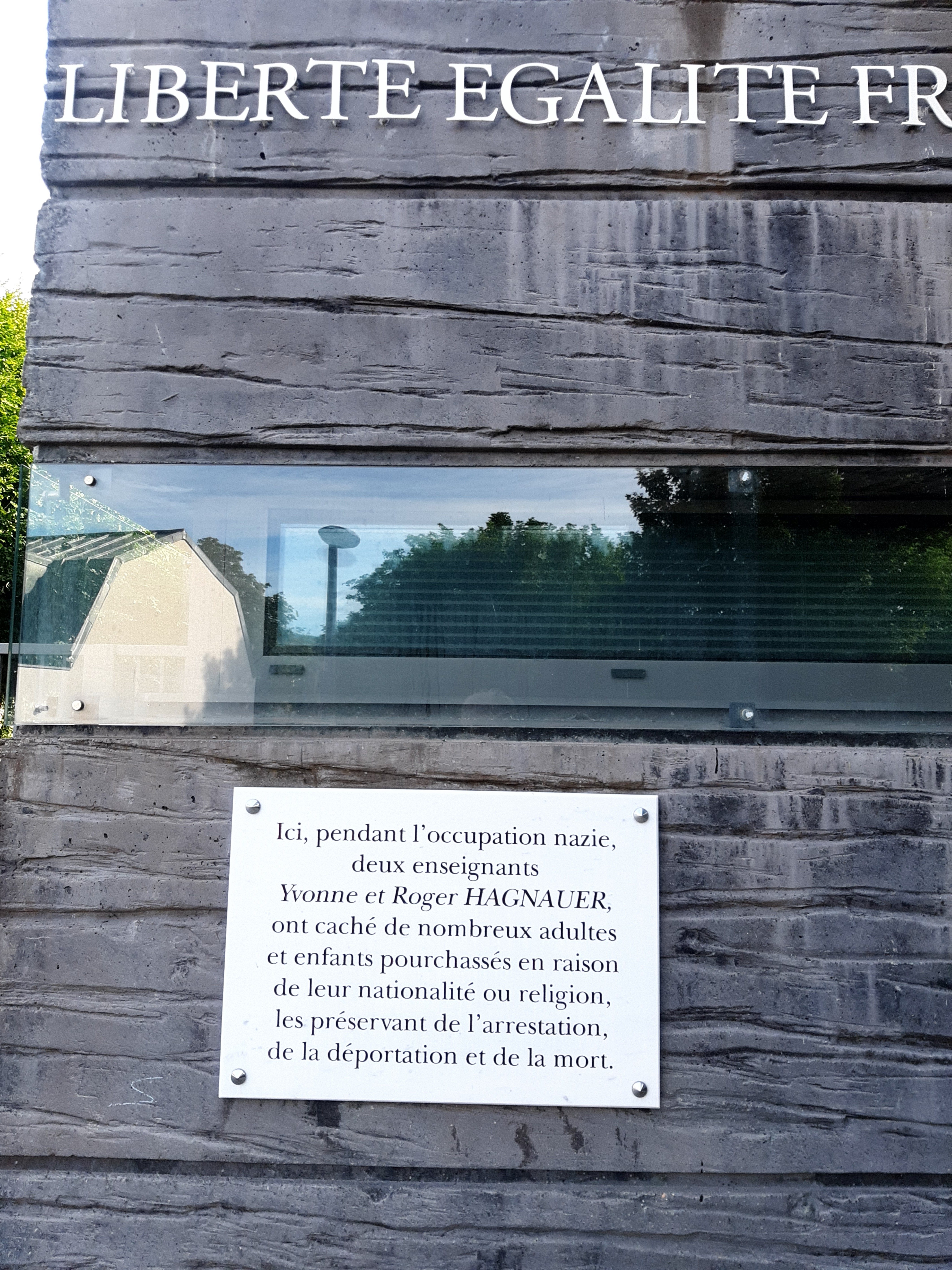
Gedenktafel in der Rue de la Croix-Bosset 14 in Sèvres

Roger Hagnauer, auch bekannt als Pingouin (Pinguin), (geboren am 19. Juli 1901 in Paris; gestorben am 11. Januar 1986 in Meudon) war ein französischer Lehrer, Gewerkschafter und Pazifist.

## Leben
Roger Samuel Hagnauer entstammte einer elsässischen jüdischen Familie, die sich nach dem Krieg von 1870/71 für Frankreich entschieden hatte. Er trat 1916 den Jeunesses républicaines bei, aus denen er 1921 ausgeschlossen wurde. Danach trat er der nach dem Kongress von Tours neugegründeten kommunistischen Jugendbewegung bei.
Während seines Militärdienstes nahm er 1923 an der Besetzung des Ruhrgebiets teil. Der Parole der kommunistischen Jugend folgend weigerte er sich, die deutschen Arbeiter zu unterdrücken und verbrüderte sich mit dem Feind. Er gehörte zu den 15 Soldaten, die in das Gefängnis von Mainz gebracht wurden, wo sie auf ihre Verurteilung vor dem Kriegsrat warteten. Dort blieb er von November 1923 bis Mai 1924. Als das Linkskartell an die Macht kam, das die Räumung des Ruhrgebiets in sein Programm aufgenommen hatte, konnte er von einer Amnestie profitieren. Nach seiner Rückkehr nach Paris engagierte er sich in der Kommunistischen Partei und als Lehrer in der Lehrergewerkschaft.
Am 28. Dezember 1925 heiratete er die Erzieherin Yvonne Even, die als Yvonne Hagnauer später als Gerechte unter den Völkern geehrt wurde.
Hagnauer wurde im Januar 1926 aus der KP ausgeschlossen (weil er Teil der internen Opposition war und sich insbesondere geweigert hatte, gegen Trotzki Partei zu ergreifen). Er schloss sich der von Pierre Monatte geleiteten Zeitschrift La Révolution prolétarienne an, die syndikalistische und antistalinistische Positionen vertrat. Bis zu seinem Tod blieb er ein regelmäßiger Mitarbeiter dieses Journals.

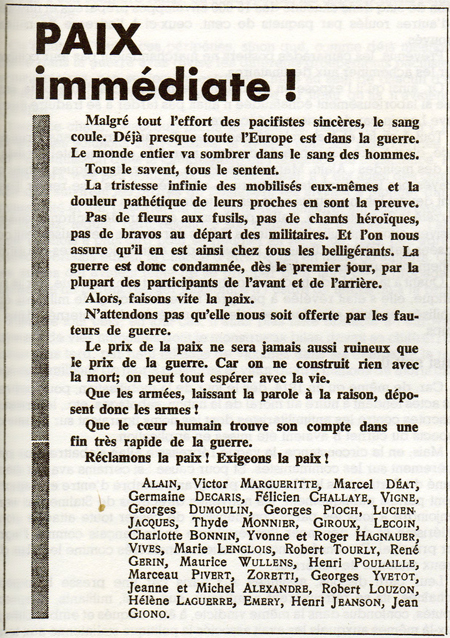
„Sofortiger Frieden!“ (Flugblatt vom September 1939)

Bei der Gründung des Komitees der 22 für die gewerkschaftliche Vereinigung am 9. November 1930 gehörte Roger Hagnauer zusammen mit Pierre Monatte zu den sieben Vertretern der Minderheit in der CGTU. Er engagierte sich in der Gewerkschaft der Grundschullehrer, dem Syndicat national des instituteurs (SNI) – zu dessen nationalem Vorstand er Ende der 1930er Jahre gehörte – und auch in der Dachorgansiotion, der Fédération de l’Éducation nationale. 1936 beteiligte er sich an der Gründung des Comité de vigilance des intellectuels antifascistes (Wachsamkeitskomitee der antifaschistischen Intellektuellen). Im selben Jahr trat er dem Comité pour l’Espagne libre (Komitee für ein freies Spanien) bei, das sich später in die französische Sektion der Solidarité internationale antifasciste (Internationale Antifaschistische Solidarität, SIA) umwandelte. Zusammen mit dem Dichter André Breton und dem Schriftsteller Henry Poulaille leitete er eine Versammlung in der Mutualité (9. Juni) „Gegen Krieg und Knechtschaft“. 1939 unterzeichnete er einen Friedensappell mit den wenigen Sozialisten und Gewerkschaftern, die dem pazifistischen Gedanken treu geblieben waren. Im September – zu diesem Zeitpunkt war er bereits mobilisiert, unterlag also der militärischen Jurisdiktion – unterzeichnete er das von Louis Lecoin verfasste Flugblatt „Paix immédiate!“, das heimlich in einer Auflage von 100.000 Exemplaren gedruckt wurde. Dies führte dazu, dass er vom Bildungsministerium suspendiert wurde.
Am 15. Juni 1940 wurde er in Sainte-Meure gefangen genommen. Erst im November kehrte er aus der Gefangenschaft zurück. La Révolution prolétarienne erschien seit Beginn der Feindseligkeiten nicht mehr, um der Zensur zu entgehen, aber der Kern, dem er angehörte, traf sich weiterhin bei Maurice Chambelland. 1941 trat er in die Solidaritätsorganisation Secours national ein und gründete dann mit seiner Frau Yvonne das Kinderhaus von Sèvres, das zahlreiche jüdische Kinder rettete. Er wurde 1942 vom Militärgericht in der Affäre um das Flugblatt „Paix immédiate!“ freigesprochen. Als Jude wurde er von der Gestapo gesucht und verließ die Pariser Vororte.
1945 kehrte er nach Sèvres zurück. Er wurde von der Säuberungskommission von jeder gewerkschaftlichen Funktion ausgeschlossen, insbesondere nach Interventionen der Kommunisten und vor allem von Paul Delanoue, aufgrund seiner Verbindungen zu Beginn des Krieges mit dem von der Vichy-Regierung eingerichteten Secours national. Diese Auseinandersetzung lässt sich einerseits durch die heftigen Kämpfe der Vorkriegszeit zwischen Hagnauer und den kommunistischen Gewerkschaftern erklären und andererseits dadurch, dass damals nicht bekannt war, dass diese Beziehungen darauf abzielten, die Tätigkeit des Maison de Sèvres zu erleichtern, das zum Zufluchtsort zahlreicher jüdischer Kinder geworden war, die mit allen Mitteln geschützt werden sollten.
1947 wurde La Révolution prolétarienne wiederbelebt. Er beteiligte sich 1948 an der Gründung der CGT-FO, die zu den Gewerkschaften der Charta von Amiens zurückkehren wollte. Er war Sekretär der Fédération Force Ouvrière de l’Éducation Nationale (Verband der Gewerkschaften des Bildungswesens) sowie der Union des Syndicats FO de la Région (Union der FO-Gewerkschaften der Region). 1951 entfernt sich Pierre Monatte von La Révolution prolétarienne, die er für zu proamerikanisch hielt. Roger Hagnauer übernahm die Betreuung der Zeitschrift.
Roger Hagnauer ging in Meudon-la-Forêt in den Ruhestand. Dort starb er am 11. Januar 1986 einige Monate nach seiner Frau Yvonne. Bei seiner Beerdigung wurde sein Andenken von den Freunden von La Révolution prolétarienne und der Pariser Sektion der SNI-PEGC (so nannte sich der SNI ab 1976; Syndicat national des instituteurs, professeurs d’enseignement général de collège) gewürdigt.

## Ehrungen
- Am 4. Juni 2006 wurde in der Rue Croix-Bosset 14 in Sèvres eine Tafel mit folgendem Text angebracht:[A 3]

„Hier haben während der Nazi-Besatzung zwei Lehrer, Yvonne und Roger Hagnauer, zahlreiche aufgrund ihrer Nationalität oder Religion verfolgte Erwachsene und Kinder versteckt und sie so vor Verhaftung, Deportation und Tod bewahrt.“

- Roger Hagnauer war Offizier des Ordre des Palmes Académiques.
- Der Dokumentarfilm Pingouin et Goéland et leurs 500 petits (Pinguin und Möwe und ihre 500 Jungen)[6] von Michel Leclerc[7] schildert die Geschichte des Maison in Sèvres, in dem auch die Eltern Leclercs überlebt haben.[8][9][10]

## Werke
- 1960 Les joies et les fruits de la lecture, Éditions ouvrières[11]
- 1961 L’expression écrite et orale, Éditions ouvrières[12]

Weitere Texte siehe Weblinks der Bibliothèque nationale de France und des Maison de Sèvres.